# Vinko Ošlak
Vinko Ošlak, slovenski pisatelj, publicist in prevajalec, * 23. junij 1947, Slovenj Gradec.

## Življenjepis
Ošlak je odraščal v polkmečki družini na Prevaljah. Osnovno šolo je obiskoval na Prevaljah, nižje razrede klasične gimnazije pa na Ravnah na Koroškem. Leta 1967 je maturiral na Ekonomski srednji šoli v Slovenj Gradcu. Študij političnih ved pa na FSPN v Ljubljani. Po daljši prekinitvi je nadaljeval študij na Akademio Internacia de la Sciencoj v San Marinu, kjer je leta 1991 diplomiral s stopnjo bakalavreata na temo »Državna filozofija pri Novalisu«. V letu 1993 na isti akademiji ubranil magistrsko nalogo z naslovom »Identiteta in komunikacija - na primeru manjšinskega problema na Koroškem«. V letu 1982 se je preselil v Celovec, kjer je bil najprej zaposlen pri Mohorjevi družbi, od 1989 pa pri Katoliški akciji kot lektor in strokovni sodelavec. Ošlak piše in objavlja leposlovno literaturo in esejistiko, filozofska in družboslovna besedila, priložnostno tudi časopisno feljtonistiko v slovenščini, esperantu in nemščini. Od leta 2004 do 2006 je bil predsednik esperantskega centra mednarodnega pisateljskega združenja PEN.

## Prevodi
- Tagore, Rabindranath: Sadhana (iz angleščine)
- Tagore, Rabindranath: Lačni kamni (novele, iz esperanta in iz angleščine)
- Antologija sodobne indijske poezije: Košara človekovega srca, (iz angleščine, kot soprevajalec)
- Privat, Edmond: Gandijevo življenje (iz esperanta)
- Štimec, Spomenka: Senca nad pokrajino duše (roman, iz esperanta)
- Antologija sodobne slovenske kratke proze: Sunflanke de Alpoj, (v esperanto)
- Zweig, Stefan: Ŝaknovelo, (iz nemščine v esperanto)
- Capuder, Andrej: Bič in vrtavka (v esperanto)
- Rebula, Alojz: Jutri čez Jordan (v esperanto)
- Goll, Ernst: V trpki deželi človeka (poezija) - 1997
- Cankar, Ivan: Hiša Marije pomočnice (v esperanto)
- Watzlawik, Paul: Da bi lažje bili nesrečni (iz nemščine)
- Herder, Gottfried: Zamisli o zgodovini človeštva
- Baum, Wilhelm: Karl Popper in kritični racionalizem  - monografija o (iz nemščine) - 1998
- Baum, Wilhelm: Ludwig Wittgenstein med mistiko in logiko - monografija o (iz nemščine) - 2000
- Kapp, Joseph: Franjo (proza, iz nemščine)
- Haecker, Theodor: Vergilij, oče Zahoda (iz nemščine v esperanto in slovenščino) - 2000
- Hotschnig, Alois: Ludvikova izba - 2002
- Haecker, Theodor: Človekov duh in resnica - 2002
- Leser, Norbert: Božja vrata in okna - 2003
- Michael Köhlmeier: Svetopisemske zgodbe – 2005
- Roman Dobrzynski: Zamenhoifova ulica - 2005

## Nagrade
Dobitnik 2. nagrade mednarodnega natečaja za esej v esperantu (1996); dobitnik Rožančeve nagrade za esej (2003).
1. ↑  Obrazi slovenskih pokrajin — ISSN 2712-5408